# Marathon van Wenen 2012

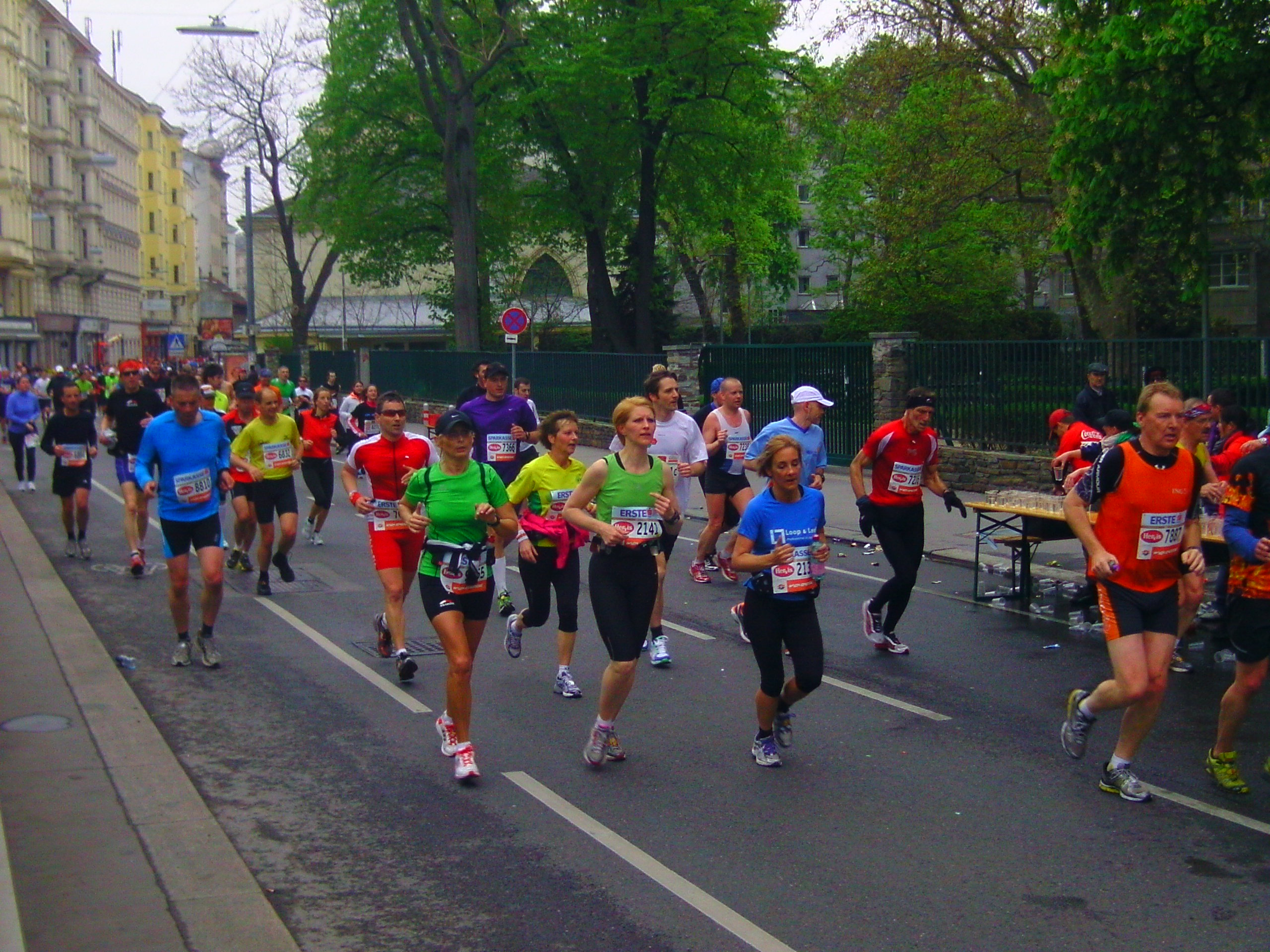
Foto tijdens het evenement.

De marathon van Wenen 2012 vond plaats op zondag 15 april 2012 in Wenen. Het was de 29e editie van deze marathon.
Bij de mannen won de Keniaan Henry Sugut in 2:06.58. Hij had op de finish 40 seconden voorsprong op zijn landgenoot Gilbert Yegon. John Kiprotich maakte het Keniaanse podium compleet met een finishtijd van 2:07.44. Bij de vrouwen ging de overwinning naar de Ethiopische Fate Tola in 2:26.39.
Een recordaantal van 36.157 mensen schreef zich in voor het evenement. In totaal liepen 5.888 lopers de marathon uit, waarvan 1.019 vrouwen.

## Wedstrijd
Mannen
| rang | naam                        | land | tijd    |
| ---- | --------------------------- | ---- | ------- |
| 1    | Henry Sugut                 | KEN  | 2:06.58 |
| 2    | Gilbert Yegon               | KEN  | 2:07.38 |
| 3    | John Kiprotich              | KEN  | 2:07.44 |
| 4    | Gilbert Kirwa               | KEN  | 2:08.09 |
| 5    | Willy Kibor                 | KEN  | 2:08.32 |
| 6    | John Komen                  | KEN  | 2:09.24 |
| 7    | Geoffrey Ndugu              | KEN  | 2:10.00 |
| 8    | Artur Kozlowski             | POL  | 2:10.58 |
| 9    | El-Hassane Ben EL-Khainouch | MAR  | 2:11.06 |
| 10   | Arkiadusz Gardzuelewski     | POL  | 2:11.34 |

Vrouwen
| rang | naam                  | land | tijd    |
| ---- | --------------------- | ---- | ------- |
| 1    | Fate Tola             | ETH  | 2:26.39 |
| 2    | Olga Glok             | RUS  | 2:27.18 |
| 3    | Helalia Johannes      | NAM  | 2:27.20 |
| 4    | Olha Kalenarova-Ochal | POL  | 2:31.33 |
| 5    | Lydia Rutto           | KEN  | 2:31.37 |
| 6    | Maryna Damantsevich   | BLR  | 2:32.18 |
| 7    | Nonata Da Silva Cruz  | BRA  | 2:32.46 |
| 8    | Anastassia Dashkewich | BLR  | 2:34.11 |
| 9    | Tanja Eberhart        | AUT  | 2:43.59 |
| 10   | Natalia Steiger       | AUT  | 2:54.14 |

1984 ·
1985 ·
1986 ·
1987 ·
1988 ·
1989 ·
1990 ·
1991 ·
1992 ·
1993 ·
1994 ·
1995 ·
1996 ·
1997 ·
1998 ·
1999 ·
2000 ·
2001 ·
2002 ·
2003 ·
2004 ·
2005 ·
2006 ·
2007 ·
2008 ·
2009 ·
2010 ·
2011 · 
2012 ·
2013 ·
2014 ·
2015 ·
2016 ·
2017 ·
2018 ·
2019 ·
2020 ·
2021 ·
2022 ·
2023 ·
2024